# Združene države Evrope
Pojem Združene države Evrope (ZDE), znane tudi kot Zvezne države Evrope (ZDE), Evropska država, Evropska superdržava, Evropska federacija ali Zvezna Evropa, predstavlja hipotetični scenarij suverene evropske superdržave (podobne Združenim državam Amerike), organizirane kot federacija držav članic Evropske unije (EU), ki so ga opredelili mnogi politologi, politiki, geografi, zgodovinarji, futurologi in pisatelij fikcij. Čeprav EU trenutno ni federacija, ima po mnenju različnih akademskih opazovalcev nekatere značilnosti zveznega sistema.
Evroskeptiki v Združenem kraljestvu uporabljajo izraz »evropska superdržava« za kritiko procesa evropskega združevanja.

## Zgodovina
Skozi stoletja so se razvile različne različice tega koncepta, od katerih so številne med seboj nezdružljive (vključitev ali izključitev Združenega kraljestva, posvetna ali verska unija itd. ). Takšni predlogi so med drugim predlogi češkega kralja Jurija Podjebradskega iz leta 1464, francoskega vojvode de Sullyja iz 17. stoletja in načrt Williama Penna, kvekerskega ustanovitelja Pensilvanije, za ustanovitev »evropskega parlamenta ali države«. Tudi George Washington se naj bi zavzemal za »Združene države Evrope«, čeprav je pristnost te izjave vprašljiva.

### 19. stoletje
Felix Markham je zapisal, da je Napoleon Bonaparte med pogovorom na Sveti Heleni pripomnil: »Če bi bila Evropa razdeljena na svobodno oblikovane in notranje svobodne narodnosti, bi bil mir med državami lažji: Združene države Evrope bi postale možne.« »Združene države Evrope« je bilo tudi ime koncepta, ki ga je Wojciech Jastrzębowski predstavil v knjigi O večnem miru med narodi, objavljeni 31. maja 1831. Projekt je obsegal 77 člankov. Predvidene Združene države Evrope naj bi bile mednarodna organizacija in ne superdržava. Giuseppe Mazzini, zgodnji zagovornik »Združenih držav Evrope«, je združitev Evrope razumel kot logično nadaljevanje združitve Italije. Mazzini je ustanovil gibanje Mlada Evropa.
Izraz »Združene države Evrope« (francosko États-Unis d'Europe) je uporabil Victor Hugo, med drugim v govoru na mednarodnem mirovnem kongresu v Parizu leta 1849. Hugo se je zavzemal za ustanovitev »vrhovnega, suverenega senata, ki bo za Evropo to, kar je za Anglijo parlament«, in dejal: »Prišel bo dan, ko bodo vsi narodi na naši celini tvorili evropsko bratstvo ... Prišel bo dan, ko bomo videli ... Združene države Amerike in Združene države Evrope iz oči v oči, ki si segajo v roke prek morja.« Med izgnanstvom iz Francije je Hugo v svoji rezidenci na otoku Guernsey posadil drevo in dejal, da bodo, ko bo to drevo dozorelo, nastale Združene države Evrope. To drevo še danes raste na vrtovih hiše Maison de Hauteville v St. Peter Portu v Guernseyju.
Leta 1867 sta se Giuseppe Garibaldi in John Stuart Mill pridružila Victorju Hugu na prvem kongresu Lige za mir in svobodo v Ženevi. Na kongresu je anarhist Mihail Bakunin izjavil: »Da bi dosegli zmago svobode, pravičnosti in miru v mednarodnih odnosih Evrope in onemogočili državljanske vojne med različnimi narodi, ki sestavljajo evropsko družino, je na voljo le ena pot: ustanoviti Združene države Evrope.« K ustanovitvi Združenih držav Evrope je 1. marca 1871 prav tako pozvala francoska narodna skupščina.

### Zgodnje 20. stoletje
»V kapitalističnem režimu so Združene države Evrope nemogoče ali reakcionarne.«

V. I. Lenin
Po prvi svetovni vojni so nekateri misleci in vizionarji ponovno začeli razmišljati o politično združeni Evropi. Leta 1923 je avstrijski grof Richard von Coudenhove-Kalergi ustanovil Panevropsko gibanje in leta 1926 na Dunaju gostil prvi panevropski kongres. Cilj je bila Evropa, ki temelji na načelih liberalizma, krščanstva in družbene odgovornosti. Leon Trocki je pred komunistično revolucijo v Rusiji predvidel »Federativno republiko Evropo — Združene države Evrope«, ki jo bo ustvaril proletariat.
Leta 1929 je francoski ministrski predsednik Aristide Briand v govoru pred skupščino Društva narodov predlagal idejo o federaciji evropskih narodov, ki bi temeljila na solidarnosti in si prizadevala za gospodarsko blaginjo ter politično in socialno sodelovanje. Na zahtevo Društva je Briand leta 1930 predstavil »Memorandum o organizaciji sistema evropske zvezne unije«. Leta 1931 sta francoski politik Édouard Herriot in britanski državni uradnik Arthur Salter napisala knjigi Združene države Evrope.
Po prvi svetovni vojni je Winston Churchill v celinski Evropi videl vir groženj in si prizadeval, da bi se Združeno kraljestvo izognilo vpletenosti v evropske konflikte. 15. februarja 1930 je Churchill v ameriški reviji The Saturday Evening Post zapisal, da je »Evropska unija« med celinskimi državami mogoča, vendar brez sodelovanja Združenega kraljestva:
V bogatejši, svobodnejši in bolj zadovoljni evropski skupnosti vidimo le dobro in upanje. Vendar imamo svoje sanje in svojo nalogo. Smo z Evropo, vendar ne del nje. Povezani smo, vendar ne ogroženi. Smo zainteresirani in povezani, vendar ne prevzeti.
V tridesetih letih 20. stoletja so na Churchilla vplivale ideje Richarda von Coudenhove-Kalerga in njegove Panevropske unije, čeprav Churchill ni zagovarjal članstva Združenega kraljestva v takšni uniji (Churchill je zamisel obnovil leta 1946).
Med vojaškimi zmagami nacistične Nemčije v drugi svetovni vojni leta 1940 je Viljem II. izjavil, da »Božja roka ustvarja nov svet in dela čudeže. ... Pod nemškim vodstvom postajamo Združene države Evrope, združena evropska celina.«
Leta 1941 sta italijanska antifašista Altiero Spinelli in Ernesto Rossi končala pisanje Ventotenskega manifesta, ki je spodbujal federacijo evropskih držav.
Evropska konfederacija (nemško Europäischer Staatenbund) je bila predlagana politična institucija evropske enotnosti, ki naj bi bila del širšega prestrukturiranja (Neuordnung). Koncept je marca 1943 predlagal nemški zunanji minister Joachim von Ribbentrop, a ga je Reichsführer Adolf Hitler zavrnil.

### Po drugi svetovni vojni
Izraz »Združene države Evrope« je Churchill uporabil v govoru 19. septembra 1946 na Univerzi v Zürichu v Švici. Churchill je v govoru po koncu druge svetovne vojne dejal:
Vzpostaviti moramo nekakšne Združene države Evrope. Le tako bo lahko na stotine milijonov delavcev ponovno začutilo preproste radosti in upanje, zaradi katerih je vredno živeti.
Že 21. oktobra 1942 je premier Churchill v pismu zunanjemu ministru zapisal: »Veselim se Združenih držav Evrope, v katerih bodo ovire med narodi močno zmanjšane in bo mogoče neomejeno potovati.«
Churchillov pristop k evropskemu povezovanju je bil bolj previden (»unionistično stališče«) kot celinski pristop, ki je bil znan kot »federalistično stališče«. Federalisti so zagovarjali popolno integracijo z ustavo, unionistično Gibanje za združeno Evropo pa posvetovalni organ; federalisti so na Kongresu Evrope prevladali. Glavni dosežek Kongresa Evrope je bilo Evropsko sodišče za človekove pravice, ki je nastalo pred Evropsko unijo.
Unionistično gibanje je bila britanska stranka, ki jo je Oswald Mosley ustanovil po razpustu svoje Britanske fašistične zveze. Mosley je svojo idejo »Evrope kot naroda« prvič predstavil leta 1947 v knjigi Alternativa. Trdil je, da je bila tradicionalna vizija nacionalizma, ki so ji sledili različni odtenki predvojnega fašizma, preozka in da povojno obdobje zahteva novo paradigmo, v kateri se bo Evropa združila v enotno državo. Oktobra 1948, ko je Mosley pozval k volitvam v Evropsko skupščino kot prvemu koraku k uresničitvi svoje vizije. Nation Europa je bila nemška revija, ki so jo navdihovale Mosleyjeve ideje, leta 1951 pa sta jo ustanovila nekdanji poveljnik SS Arthur Ehrhardt in Herbert Boehme s podporo Carla-Ehrenfrieda Carlberga.
V petdesetih in šestdesetih letih dvajsetega stoletja sta v Evropi nastala dva različna projekta: Evropsko združenje za prosto trgovino in veliko bolj politična Evropska gospodarska skupnost.

### Zgodnje 21. stoletje
Nekdanji nemški zunanji minister Joschka Fischer je leta 2000 izjavil, da mora po njegovem mnenju EU na koncu postati enotna federacija, katere politični voditelj bo izbran na neposrednih volitvah med vsemi državljani. Vendar naj bi takratno predlagano Pogodbo iz Nice, katere cilj je bil ustvariti »evropsko superdržavo«, zavrnili nekdanji evropski komisar Združenega kraljestva Chris Patten in številne vlade držav članic.

## Predlogi za tesnejšo unijo
Države članice Evropske unije imajo številne skupne politike znotraj EU in v njenem imenu, kar včasih spominja na enotno državo. Ima skupno izvršilno oblast (Evropska komisija), enega samega visokega predstavnika za skupno zunanjo in varnostno politiko, skupno evropsko varnostno in obrambno politiko, vrhovno sodišče (Evropsko sodišče – vendar le v zadevah prava Evropske unije) in medvladno raziskovalno organizacijo (EIROforum s članicami, kot je CERN). Evro se pogosto imenuje »enotna evropska valuta«, ki jo je uradno sprejelo devetnajst držav EU, tri druge države članice Evropske unije pa so svoje valute povezale z evrom v okviru ERM II. Države Andora, Monako, San Marino in Vatikan, ki niso članice EU, so z EU sklenile monetarne sporazume o uporabi evra. Kosovo in Črna gora, ki nista članici EU, sta enostransko uvedli evro.
Poleg EU obstaja več vseevropskih institucij. Evropska vesoljska agencija šteje med svoje člane skoraj vse države članice EU, vendar je neodvisna od EU, med njenimi članicami pa so tudi države, ki niso članice EU, zlasti Švica, Norveška in zaradi brexita tudi Združeno kraljestvo. Evropsko sodišče za človekove pravice (ne smemo ga zamenjati z Evropskim sodiščem) je prav tako neodvisno od EU. Je sestavni del Sveta Evrope, ki tako kot ESA vključuje tako članice kot nečlanice EU.
Evropska unija je trenutno svobodno združenje suverenih držav (de facto, ne pa tudi de jure konfederacija), namenjeno uresničevanju njihovih skupnih ciljev. Razen nejasnega cilja »vedno tesnejše unije« v slavnostni deklaraciji o Evropski uniji, EU (torej njene vlade članic) trenutno nima politike oblikovanja zvezne unije. Vendar je v preteklosti Jean Monnet, oseba, povezana z EU in njeno predhodnico Evropsko gospodarsko skupnostjo, že podal takšne predloge. Za opis morebitne prihodnje politične strukture Evrope kot celote in/ali EU se uporabljajo številni drugi izrazi. Nekatere od njih, kot je »Združena Evropa«, se uporabljajo pogosto in v različnih kontekstih, vendar nimajo določenega ustavnega statusa.
V Združenih državah Amerike se ta koncept vključuje v resne razprave o tem, ali je združena Evropa izvedljiva in kakšen vpliv bi imela večja evropska enotnost na relativno politično in gospodarsko moč Združenih držav Amerike. Glyn Morgan, izredni profesor vladnih in družbenih študij na Univerzi Harvard, ga brez zadržkov uporablja v naslovu svoje knjige The Idea of a European Superstate: Public Justification and European Integration. Medtem ko se Morgan v svojem besedilu osredotoča na varnostne posledice združene Evrope, se številna druga nedavna besedila osredotočajo na gospodarske posledice takšne entitete. Med pomembnejšimi novejšimi besedili sta The United States of Europe T. R. Reida in The European Dream Jeremyja Rifkina. Niti National Review niti Chronicle of Higher Education v svojih recenzijah ne dvomita o ustreznosti izraza.

### Evropske federalistične organizacije
Sčasoma so bile ustanovljene različne federalistične organizacije, ki so podpirale idejo o federalni Evropi. Med njimi so Zveza evropskih federalistov, Mednarodno evropsko gibanje, (nekdanja) Evropska federalistična stranka, Vstani za Evropo in Volt Europa.

#### Zveza evropskih federalistov
Zveza evropskih federalistov (UEF) je evropska nevladna organizacija, ki se zavzema za zvezno Evropo. Sestavlja jo 20 organizacij in že več kot 50 let deluje na evropski, nacionalni in lokalni ravni. V 30 evropskih državah obstaja tudi mlada veja Mladih evropskih federalistov.

#### Mednarodno evropsko gibanje
Mednarodno evropsko gibanje je lobistično združenje, ki usklajuje prizadevanja združenj in nacionalnih svetov za spodbujanje evropskega povezovanja in širjenje informacij o njem.

#### Evropska federalistična stranka
Evropska federalistična stranka je bila proevropska, panevropska in federalistična politična stranka med letoma 2011 in 2016, ki se je zavzemala za nadaljnje povezovanje Evropske unije.

#### Vstani za Evropo (Stand Up for Europe)
Kot naslednica Evropske federalistične stranke je gibanje Vstani za Evropo vseevropska nevladna organizacija, ki se zavzema za ustanovitev Evropske federacije. V nasprotju z gibanji, kot sta UEF ali nekdanja EFP, gibanje Vstani za Evropo ne vodi več nacionalnih ravni, temveč je sestavljeno le iz regionalnih mestnih skupin in evropske ravni.

#### Volt Europa
Volt Europa se opisuje kot vseevropsko progresivno gibanje, ki se zavzema za nov in vključujoč način vodenja politike ter želi zagotoviti spremembe za evropske državljane. Stranka trdi, da je potreben nov vseevropski pristop za premagovanje sedanjih in prihodnjih izzivov, kot so med drugim podnebne spremembe, gospodarska neenakost, migracije, mednarodni konflikti, terorizem in vpliv tehnološke revolucije na delovna mesta. Volt pravi, da so nacionalne stranke pred temi izzivi nemočne, saj presegajo nacionalne meje in se z njimi morajo spopasti Evropejci kot en narod. Kot nadnacionalna stranka verjame, da lahko pomaga Evropejcem pri združevanju, oblikovanju skupne vizije in razumevanja, izmenjavi dobrih praks po vsej celini in oblikovanju delujočih politik. Volt Europa je prvo evropsko federalistično gibanje, ki ima izvoljene poslance v dveh nacionalnih parlamentih, in sicer na Nizozemskem in v Bolgariji, ter enega poslanca Evropskega parlamenta iz Nemčije.

### Politiki

#### Guy Verhofstadt
Po negativnih referendumih o evropski ustavi v Franciji in na Nizozemskem je nekdanji belgijski premier Guy Verhofstadt novembra 2005 izdal knjigo Verenigde Staten van Europa (»Združene države Evrope«), napisano v nizozemščini, v kateri na podlagi rezultatov vprašalnika Eurobarometra trdi, da si povprečen evropski državljan želi več Evrope. Meni, da bi bilo treba federativno Evropo ustanoviti med državami, ki želijo imeti federativno Evropo (kot obliko okrepljenega sodelovanja). Z drugimi besedami, jedro federalne Evrope bi obstajalo znotraj sedanje EU. Prav tako navaja, da bi morale te osrednje države federalizirati naslednjih pet političnih področij: evropsko socialno-ekonomsko politiko, tehnološko sodelovanje, skupno pravosodno in varnostno politiko, skupno diplomacijo in evropsko vojsko. Potem ko so vse države članice EU decembra 2009 ratificirale Lizbonsko pogodbo, je bil oblikovan osnutek skupne diplomatske službe, imenovane Evropska služba za zunanje delovanje (ESZD). Evropski parlament je 20. februarja 2009 podprl ustanovitev usklajenih oboroženih sil Evrope (SAFE) kot prvi korak k oblikovanju pravih evropskih vojaških sil.
Verhofstadtova knjiga je prejela prvo evropsko knjižno nagrado, ki jo podeljuje združenje Esprit d'Europe in podpira nekdanji predsednik Evropske komisije Jacques Delors. Nagrada je znašala 20.000 evrov. Nagrado so razglasili v Evropskem parlamentu v Bruslju 5. decembra 2007. Predsednik žirije evropskih novinarjev, ki je izbirala prvega prejemnika, je bil švedski pisatelj kriminalk Henning Mankell.
Verhofstadt je ob prejemu nagrade dejal: »Ko sem napisal to knjigo, je bila dejansko namenjena kot provokacija vsem tistim, ki niso želeli evropske ustave. Na srečo smo na koncu našli rešitev s pogodbo, ki je bila potrjena.«

#### Viviane Reding
Leta 2012 je Viviane Reding, luksemburška podpredsednica Evropske komisije, v govoru v nemškem Passau ter v številnih člankih in intervjujih pozvala k ustanovitvi Združenih držav Evrope kot načinu za krepitev enotnosti Evrope.

#### Matteo Renzi
Italijanski premier Matteo Renzi je leta 2014 dejal, da bo Italija pod njegovim vodstvom šestmesečno predsedovanje Evropski uniji izkoristila za prizadevanje za ustanovitev Združenih držav Evrope.

#### Martin Schulz
Decembra 2017 je Martin Schulz, takrat novi vodja nemške socialdemokratske stranke, pozval k novi ustavni pogodbi za »Združene države Evrope«. Predlagal je, da bi to ustavo napisala »konvencija, ki bi vključevala civilno družbo in ljudi«, in da bi morala vsaka država, ki ne bi želela sprejeti te predlagane ustave, zapustiti blok. Guardian je menil, da bo njegov predlog »verjetno naletel na odpor Angele Merkel in drugih voditeljev EU«. Tega dne je tudi izjavil, da si želi »Združene države Evrope« videti do leta 2025.

### Omembe vredne osebe

#### Freddy Heineken
Leta 1992 je nizozemski poslovnež Freddy Heineken po posvetovanju z zgodovinarjema z Univerze v Leidnu Henkom Wesselingom in Willemom van den Doelom objavil brošuro »Združene države Evrope, Evrotopija?«. V svojem delu je predstavil zamisel o ustanovitvi Združenih držav Evrope kot konfederacije 75 držav, ki bi bile oblikovane po etničnem in jezikovnem načelu in bi imele od 5 do 10 milijonov prebivalcev.

## Predvidevanja

### Bodoča velesila
Nekateri, kot so T. R. Reid, Andrew Reding in Mark Leonard, trdijo, da bi lahko moč hipotetičnih Združenih držav Evrope v enaindvajsetem stoletju konkurirala moči Združenih držav Amerike. Leonard navaja več dejavnikov: veliko število prebivalcev Evrope, obseg združenega evropskega gospodarstva, nizke stopnje inflacije v Evropi, osrednji geografski položaj Evrope v svetu ter razmeroma visoko razvito družbeno organizacijo in kakovost življenja v nekaterih evropskih državah (merjeno z vidika števila delovnih ur na teden in porazdelitve dohodka). Nekateri strokovnjaki trdijo, da je Evropa razvila območje vpliva, imenovano »evrosfera«. Domneve o morebitnem statusu popolne ali skorajšnje velesile nadnacionalne evrske države so hipotetične narave, po drugi strani pa med analitiki, strokovnjaki in poznavalci obstajajo nasprotni pogledi in širok spekter argumentov.

### Skepticizem
Nekateri menijo, da se Evropska unija zaradi političnega nasprotovanja nekaterih članic verjetno ne bo razvila v enotno zvezno superdržavo. Norveški strokovnjak za zunanjo politiko in komentator Asle Toje trdi, da sta moč in doseg Evropske unije bolj podobna majhni sili. V svoji knjigi EU kot mala sila trdi, da je EU odziv na edinstveno zgodovinsko izkušnjo Evrope, saj vsebuje ostanke ne ene, temveč petih preteklih evropskih ureditev. Čeprav so devetdeseta in zgodnja leta 2000 pokazala, da obstaja politični prostor za večjo vključenost EU v evropsko varnost, EU teh pričakovanj ni mogla izpolniti.
Asle Toje izraža posebno zaskrbljenost glede varnostne in obrambne razsežnosti EU – skupne varnostne in obrambne politike, kjer poskusi združevanja virov in oblikovanja političnega soglasja niso prinesli pričakovanih rezultatov. Te trende je skupaj s spremembami v svetovnih vzorcih moči spremljal tudi premik v strateškem razmišljanju EU, pri čemer so se ambicije velikih sil zmanjšale, nadomestile pa so jih težnje po varovanju v odnosu do velikih sil. Avtor na primeru posredovanja EUFOR v Darfurju in Čadu ponazori, da učinkovitost EU ovira razkorak med soglasjem in pričakovanji, predvsem zaradi pomanjkanja učinkovitega mehanizma odločanja. Po njegovem mnenju je vsota teh dogodkov takšna, da EU – v sedanjih razmerah – ne bo velika sila in v nastajajočem večpolarnem mednarodnem redu prevzema mesto majhne sile.

### Ankete
Po podatkih Eurobarometra (2013) je 69 % državljanov EU podprlo neposredne volitve predsednika Evropske komisije, 46 % pa vzpostavitev enotne vojske EU.
Dve tretjini anketirancev menita, da bi morala EU (in ne le nacionalna vlada) sprejemati odločitve o zunanji politiki, več kot polovica anketirancev pa meni, da bi morala EU sprejemati tudi odločitve o obrambi.
44 % vprašanih podpira prihodnji razvoj Evropske unije kot federacije nacionalnih držav, 35 % pa temu nasprotuje. V tej študiji so bile nordijske države najbolj nenaklonjene združeni Evropi, saj je 73 % nordijskih držav tej zamisli nasprotovalo. Velika večina ljudi, ki jim EU predstavlja pozitivno podobo, podpira nadaljnji razvoj EU v federacijo nacionalnih držav (56 % proti 27 %).